# Transwestytyzm o typie podwójnej roli
Transwestytyzm o typie podwójnej roli – zaburzenie zachowania z grupy zaburzeń identyfikacji płciowej charakteryzujące się przebieraniem się w ubiory płci przeciwnej bez motywacji seksualnej.

## Klasyfikacja
10 rewizja Międzynarodowej Statystycznej Klasyfikacji Chorób i Problemów Zdrowotnych (ICD-10) zalicza transwestytyzm o typie podwójnej roli do zaburzeń psychicznych i zaburzeń zachowania, którym poświęcony jest piąty rozdział klasyfikacji (F). W obrębie tego rozdziału omawiane zaburzenie zalicza się do zaburzeń osobowości i zachowania dorosłych (F60-F69), a dokładniej umieszcza się je wśród zaburzeń identyfikacji płciowej (F64), obok transseksualizmu, zaburzeń identyfikacji płciowej w dzieciństwie oraz zaburzeń identyfikacji płciowej innych, jak też nieokreślonych.

## Obraz kliniczny
W przebiegu omawianego zaburzenia dotknięta nim osoba przebiera się w ubiory płci przeciwnej. W przeciwieństwie do transwestytyzmu fetyszystycznego, w którym czyni tak, by osiągnąć podniecenie seksualne, w transwestytyzmie typu podwójnej roli przebieranie służyć ma wywołaniu poczucia przynależności do płci przeciwnej. Podniecenia seksualnego związanego z przebieraniem nie obserwuje się. Nie występuje także trwała chęć dokonania modyfikacji płci i pełnienia odmiennej roli płciowej, charakterystyczne dla transseksualizmu.